# Свечаност на успутној станици
„Свечаност на успутној станици” је југословенски ТВ филм из 1967. године. Режирао га је Божидар Матковић а сценарио је написао Момчило Миланков.

## Улоге
| Глумац             | Улога |
| ------------------ | ----- |
| Слободан Алигрудић |       |
| Стојан Дечермић    |       |
| Томанија Ђуричко   |       |
| Ксенија Јовановић  |       |
| Љуба Ковачевић     |       |
| Мира Николић       |       |
| Зоран Радмиловић   |       |